# Kłośnik (herb szlachecki)
Kłośnik – polski herb szlachecki z nobilitacji.

## Opis herbu
Opis zgodny z klasycznymi zasadami blazonowania:
W polu czerwonym lilia srebrna, na gałązce zielonej z czterema takimiż listkami - po dwa na stronę. Klejnot: trzy pióra strusie. Labry czerwone, podbite srebrem.
Juliusz Karol Ostrowski wymienia trzy odmiany tego herbu:
Kłośnik II - godło jak wyżej, umieszczone na łukowato wyciętym klinie, całość w polu srebrnym. Klejnot bez odmian.
Kłośnik III - jak wyżej, ale w miejsce lilii - kłos złoty na takiejż gałązce, z takimiż listkami po dwa na stronę. Klejnot bez odmian.
Kłośnik IV - w polu czerwonym pół lilii srebrnej na złotej podstawie, spoczywającej na kolumnie zielonej, o bazie złotej. Klejnot tautologiczny.
Według dokumentu nobilitacyjnego, opublikowanego przez Barbarę Trelińską, oryginalnym herbem była wersja IV, przy czym Trelińska opisuje kolumnę jako snopek.

## Najwcześniejsze wzmianki
Nadany Janowi Januszowskiemu 4 stycznia 1588 ze zmianą nazwiska.

## Herbowni
Januszowicz, Januszowski.